# Manhattanização

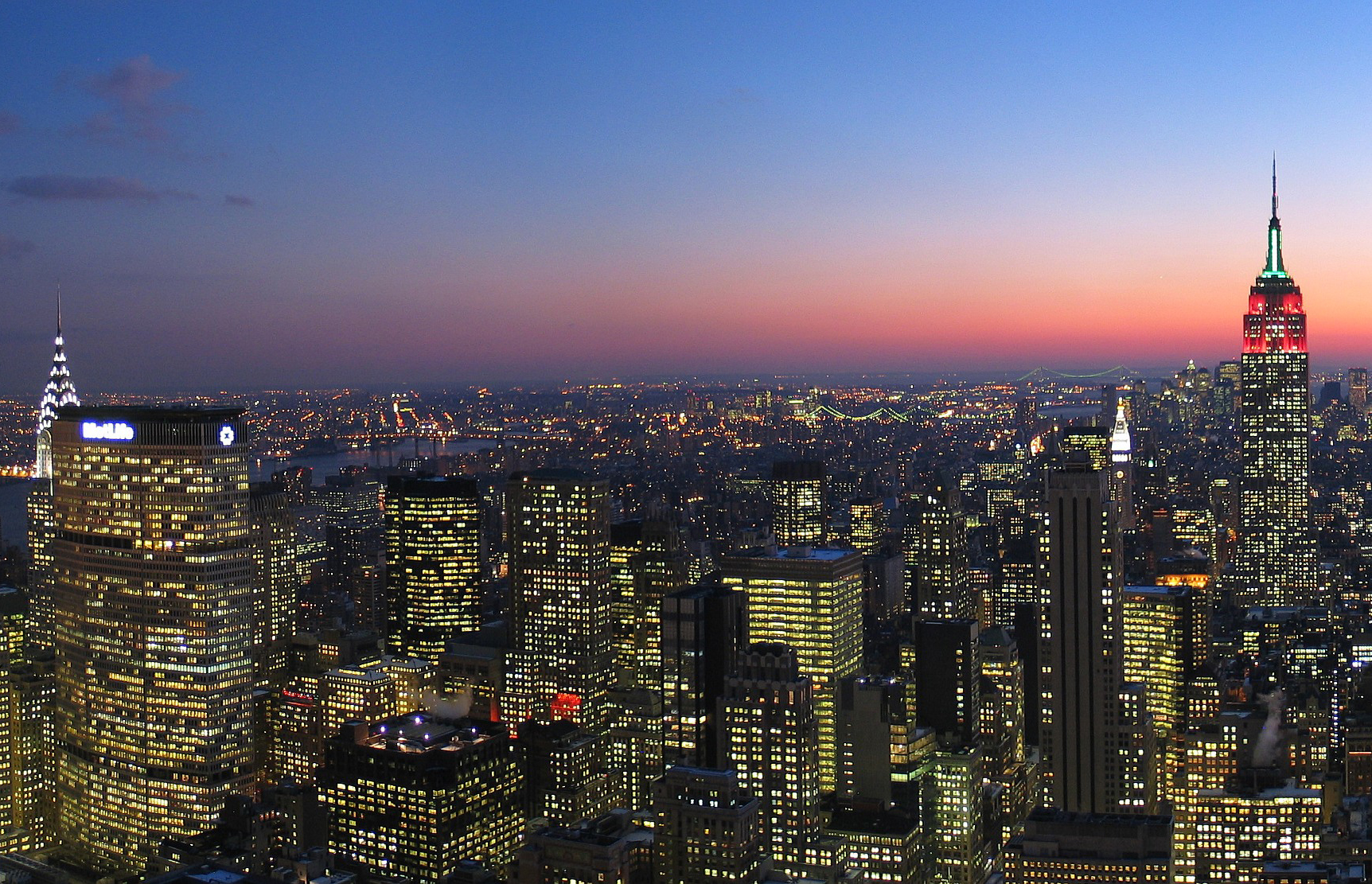
A ilha de Manhattan, centro da cidade de Nova Iorque, de onde o termo é derivado.

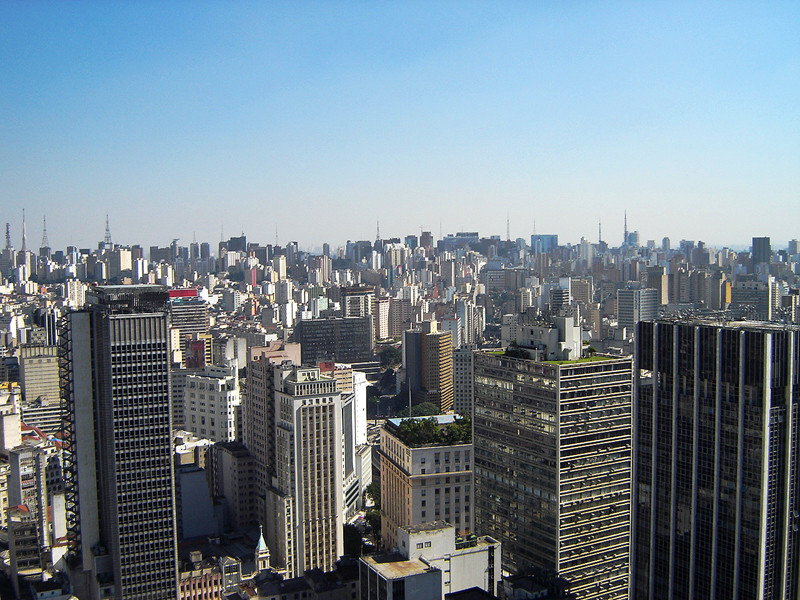
A alta densidade de arranha-céus em São Paulo, Brasil. Sendo assim, é a terceira cidade com o maior número de edifícios no planeta.

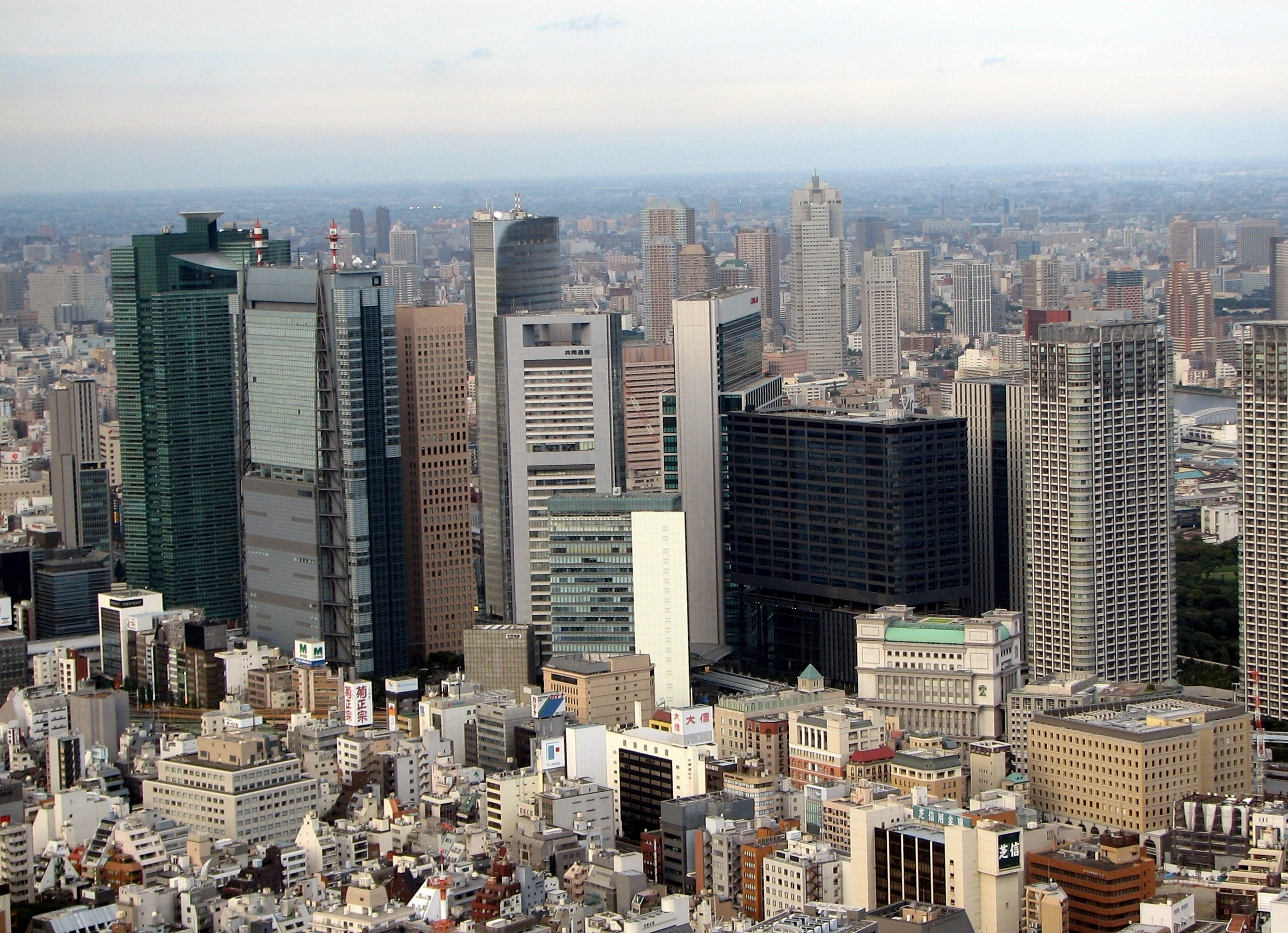
Arranha-céus em Tóquio, Japão.

Manhattanização é uma forma de construir arranha-céus, principalmente nos Estados Unidos da América, onde a maioria das cidades desse país são construídas assim.

## A palavra
Manhattanização é um neologismo, sinônimo de verticalização, proveniente de Manhattan, um distrito de Nova Iorque, onde existe uma grande quantidade de arranha-céus, como o Empire State Building, o Edifício Chrysler, entre outros.

## História
A era dos arranha-céus começou em Chicago, onde foi construído um arranha-céu de 10 andares, em 1883. A Escola de Chicago foi pioneira neste tipo de construção, após um grande incêndio que devastou a cidade, em 1871. Novos avanços tecnológicos como o concreto armado e elevador possibilitaram a construção de edifícios com muitos andares. A partir do início do século XX outras cidades norte-americanas, especialmente Nova Iorque, passaram também a  construir grandes edifícios. As cidades dos Estados Unidos começaram a mudar radicalmente de aspecto.
A partir das décadas de 1950 e 1960, a construção de arranha-céus foi intensificada nas grandes cidades do mundo inteiro. 
Hoje em metrópoles como: Londres, Frankfurt, Hong-Kong, Taipei, Xangai, Tóquio, Yokohama, Osaka, São Paulo, Santa Cruz de Tenerife, entre outras, há grande quantidade de arranha-céus.
Nas últimas décadas, surgiram grandes críticas à verticalização, por causar monotonia visual às cidades e deixar cidades de países e culturas tão diferentes com um aspecto muito parecido, além de diminuir a circulação do ar, fazendo com o clima fique mais quente e impossibilite que gases poluentes se dissipem.

## Manhattanização comum
Para se fazer a chamada manhattanização, é comum construir arranha-céus em grande quantidade, com sedes e escritórios e, por vezes, prédios. Só as metrópoles, ou então megalópoles, são capazes de ter fortemente esta forma de urbanização.

## Manhattanização na cultura
Existem muitos filmes feitos em cidades que tenham muitos arranha-céus, em especial os filmes com histórias de heróis, e os locais fictícios onde se pode dar exemplo à manhattanização são Gotham (Batman), Metropolis (Superman), entre outros.
Existem também jogos onde se pode construir grandes metrópoles, assim como o City Life e os jogos SimCity e Cities Skylines.